# 口腔乾燥症
口腔乾燥症（こうくうかんそうしょう、英: Xerostomia）は、種々の原因によって唾液の分泌量が低下し口腔内が乾く、歯科疾患の一つ。ドライマウスとも呼ばれる。現在では自覚症状として口腔乾燥を訴えるすべてを広義のドライマウスとすることも多い。日本における罹患者は800万人程度と推定されている。

## 原因
唾液の分泌低下には様々な原因が存在する。加齢、ストレス、唾液腺障害、偏食、喫煙、全身疾患の症状、薬剤の副作用などが原因としてあげられるが、加齢のように、関連について統一した見解がないものもある。全身疾患としてはシェーグレン症候群などがあげられる。このほか、広義的なものとして唾液の蒸発によるものや、心身的な問題があげられるが、心身的な問題については、歯科心身症に分類されるべきであるとの意見もある。

### 関連する病気
シェーグレン症候群、セリアック病、糖尿病

### 薬剤
口腔乾燥の原因の最も一般的なものであり、一般的に処方される薬剤のおよそ80%が口腔乾燥を引き起こすと考えられている。通常は薬剤の服用を中止すれば回復するが、まれに回復しない場合もある。

### 放射線
頭頸部癌に対し、放射線治療を行った場合、これにより唾液腺の機能低下が引き起こされ、口腔乾燥が発生する。25Gy以上の場合は永久的であるが、それ以下の場合は回復することもある。

## 症状
最大の症状は、唾液の分泌量の低下である。それに伴い、軽度であれば口腔内のネバネバ感といった不快感や、う蝕、舌苔、口臭、歯周病。重度の場合、舌痛症や嚥下障害、構音障害、口内炎、口角炎、重度の口臭やう蝕、歯周病、舌乳頭萎縮、口腔カンジダ症、義歯による褥瘡性潰瘍や装着困難、味覚障害などが見られる。

## 治療
含嗽剤、トローチ、口腔用軟膏、人工唾液、内服薬等がある。含嗽剤には含嗽用のアズレン、イソジンガーグルが比較的よく用いられており、また歯質の脱灰の回復を目的にミネラルの供給液としてカルシウム塩と燐酸塩を混ぜて使うタイプのものがある。口腔用軟膏は、副腎皮質ホルモン（ステロイドホルモン）または抗生剤を含んでおり、消炎の効果はあるが長期使用は菌交代現象や口腔カンジダを起こす。最も一般的な人工唾液サリベートは、作用時間が短いことや睡眠中は使用できない。
内服薬としては、気道潤滑去痰薬であるアンブロキソール塩酸塩（商品名ムコソルバン）。気道粘液溶解薬であるブロムヘキシン塩酸塩（商品名：ビソルボン）。日本において、「シェーグレン症候群患者の口腔乾燥症状の改善」の適応症を持つ内服の口腔乾燥症状改善薬としては、ムスカリン受容体刺激薬であるセビメリン塩酸塩（商品名：エボザック）、ピロカルピン塩酸塩（商品名：サラジェン）がある。人工唾液が発売される以前は有効な薬剤がほとんど無かったため、唾液腺ホルモン剤であるパロチンが使われていたこともあった。
漢方薬では、口渇、空咳に効くと言われる麦門冬湯、白虎加人参湯等がある。
また、唾液腺マッサージや周辺筋肉をほぐす、ノンシュガーの飴やガムなども有効とされる。睡眠中は、モイスチャー・プレートにより口渇による睡眠障害が解消された例もある。